# María José García-Pelayo
Pour les articles homonymes, voir Maria García (homonymie) et García.
María José García-Pelayo Jurado, née le 6 janvier 1968, est une avocate et une femme politique espagnole, membre du Parti populaire (PP).
Elle est maire de Jerez de la Frontera de 2003 à 2005, de 2011 à 2015 et depuis 2023, ainsi que députée de la circonscription de Cadix de 2015 à 2022 et sénatrice depuis 2022.

## Biographie

### Vie privée
Elle est mariée et mère d'une fille.

### Formation
Elle est titulaire d'une licence en droit obtenue à l'université de Cadix et exerce la profession d'avocate.

### Entre Jerez et le Parlement d'Andalousie
Membre du Parti populaire d'Andalousie, elle est coordinatrice régionale sectorielle de la formation entre 1994 et 1995 puis secrétaire régionale à l'Action sectorielle jusqu'en 1999. Elle est élue conseillère municipale de Jerez de la Frontera lors des élections locales de mai 1995 et siège dans l'opposition au maire nationaliste Pedro Pacheco. L'année suivante, elle est élue députée au Parlement d'Andalousie où elle occupe les fonctions de vice-présidente de la commission de la Femme et de porte-parole à celle de l'Éducation. Réélue lors du scrutin de juin 1999, elle est choisie par son parti pour occuper un fauteuil de membre de la députation provinciale de Cadix. Elle devient porte-parole du groupe populaire au sein de l'institution jusqu'à la fin de la mandature, en mai 2003. Sur le plan régional, elle conserve son mandat de parlementaire autonomique après l'échéance électorale de 2000 ainsi que ses fonctions de porte-parole à la commission de l'Éducation.
Candidate lors des élections municipales de 2003, la liste qu'elle conduit remporte huit mandats de conseillers et arrive troisième derrière les listes du PSOE et du Parti andalou (PA) qui remportent chacune neuf mandats. Néanmoins, pour éviter que la socialiste Pilar Sánchez ne soit élue maire au bénéfice de posséder la liste la plus votée, le PA et le PP parviennent à un accord de gouvernement qui donne la mairie aux mains des conservateurs. En décembre 2004 cependant, le PA rompt le pacte et demande à García-Pelayo de démissionner. Cette dernière, qui s'y refuse, gouverne en minorité pendant l'ensemble du mois. Après quelques semaines de négociations, le PA et le PSOE trouvent un accord le 31 décembre 2004 permettant l'élection de Pilar Sánchez au poste de maire et celle de Pedro Pacheco — le chef du PA — à celui de premier-adjoint.
Lors des élections au Parlement d'Andalousie de mars 2004, elle est réélue députée de la circonscription autonomique de Cadix. Elle est présidente de la commission de la Justice et du Régime de l'Administration publique entre mai 2004 et janvier 2005 puis préside la commission de l'Économie, des Finances et du Budget de cette date jusqu'à sa désignation comme membre du bureau du Parlement en mai 2005. À cet titre, elle siège au sein de la députation permanente. Conservant son mandat parlementaire après le scrutin de mars 2008, elle est élue deuxième vice-présidente du bureau de l'institution régionale et prend place à la junte des porte-parole, à la députation permanente, à la commission du Règlement et à la commission du Gouvernement intérieur et des Pétitions.
Les élections municipales de mai 2011 voient la liste du Parti populaire, qu'elle conduit, virer en tête et remporter la majorité absolue des sièges aux conseil municipal de Jerez de la Frontera. Forte de quinze sièges sur les vingt-sept qui composent le conseil, elle est par conséquent investie maire de la ville la plus peuplée de la province le 11 juin suivant.

### Passage aux Cortes Generales
Elle est investie en première position sur la liste sénatoriale que le Parti populaire a déposé dans la circonscription de Cadix à l'occasion des élections générales de novembre 2011. Sa candidature recueille 272 703 suffrages — soit le meilleur score de la province —, ce qui lui permet d'occuper un des quatre mandats de sénateur de la province. Au Sénat, elle est membre de la commission des Affaires étrangères et de la commission des Entités locales. Elle préside à deux reprises une commission spéciale chargée d'étudier des questions précises ; une première fois entre février 2012 et octobre 2013 puis une deuxième fois entre avril 2013 et février 2014. De septembre 2015 jusqu'à la fin de la législature, elle est membre suppléante de la députation permanente.
Elle remet son mandat de maire en jeu lors des élections municipales de mai 2015. Bien qu'arrivée en tête, sa liste perd sa majorité absolue et quatre mandats de conseillers. Ainsi, une alternative de gauche entre le PSOE, Izquierda Unida et la marque blanche de Podemos permet l'élection de la socialiste Mamen Sánchez Díaz au poste de maire. María José García-Pelayo garde toutefois son mandat de conseillère municipale.
Elle figure en deuxième place sur la liste présentée par le parti à l'occasion des élections générales de décembre 2015 dans la circonscription de Cadix. La liste menée par Teófila Martínez remporte trois des neuf mandats en jeu et García-Pelayo fait logiquement son entrée à la chambre basse des Cortes. Membre de la commission de l'Intérieur, elle est deuxième vice-présidente de la commission de la Santé et des Services sociaux et porte-parole adjointe à la commission de l'Égalité. Avec la dissolution des Cortes et après la tenue de nouvelles élections en juin 2016, elle est conserve son mandat au palais des Cortes et devient porte-parole à la commission de la Culture.
À l'issue des élections municipales du 28 mai 2023, la liste du PP emporte la majorité absolue avec 14 sièges sur 27, ce qui permet l'élection de María José García-Pelayo au poste de maire le 17 juin suivant.